# Tubthumping
Tubthumping est une chanson du groupe de rock britannique Chumbawamba, sortie en 1997 en tant que premier single de leur album Tubthumper (en). Le morceau est le plus grand succès commercial du groupe, atteignant les premières places des classements musicaux dans plusieurs pays.

## Composition
Le guitariste du groupe Boff Whalley explique que le morceau parle de la résilience des gens ordinaires et que l'inspiration vient des clients d'un pub de Leeds appelé le Fforde Grene (en).

## Réception
Tubthumping atteint la première place des classements dans plusieurs pays, et la deuxième place au Royaume-Uni où le single se vend à 880 000 exemplaires.
Les lecteurs du magazine Rolling Stone ont classé la chanson à la 8ème place des one-hit wonders.
La chanson est le thème principal du jeu vidéo Coupe du monde 98.
Dans l'épisode La Double Vie de Lisa des Simpson, Homer chante cette chanson, lorsque Lisa se fait emmené par les deux étudiantes. Elle tire son père de la fenêtre, parce qu'elle a honte de lui.